# アマゾンスカウト
アマゾンスカウト（英語: Amazon Scout）は、米アマゾンが発表した6輪の自動配達ロボット。2019年1月23日にデビューし、ワシントン州スノホミッシュ郡のアマゾンの顧客向けにパッケージの配達を行った。
アマゾンのスカウトは歩道を歩くペースで移動。2019年8月、カリフォルニア州アーバインにて、オペレーターの監視のもと、ロボットによる宅配を試験的に開始した。商品はロボットの内部に保管され、顧客に配達される。
2017年11月、アマゾンは宅配ロボットを製造するために都市配達ロボットの新興企業ディスパッチを買収した。
2022年10月、スカウトのフィールドテストを終了し、スカウトチームは解散した
。